# Премія Майкла Фарадея

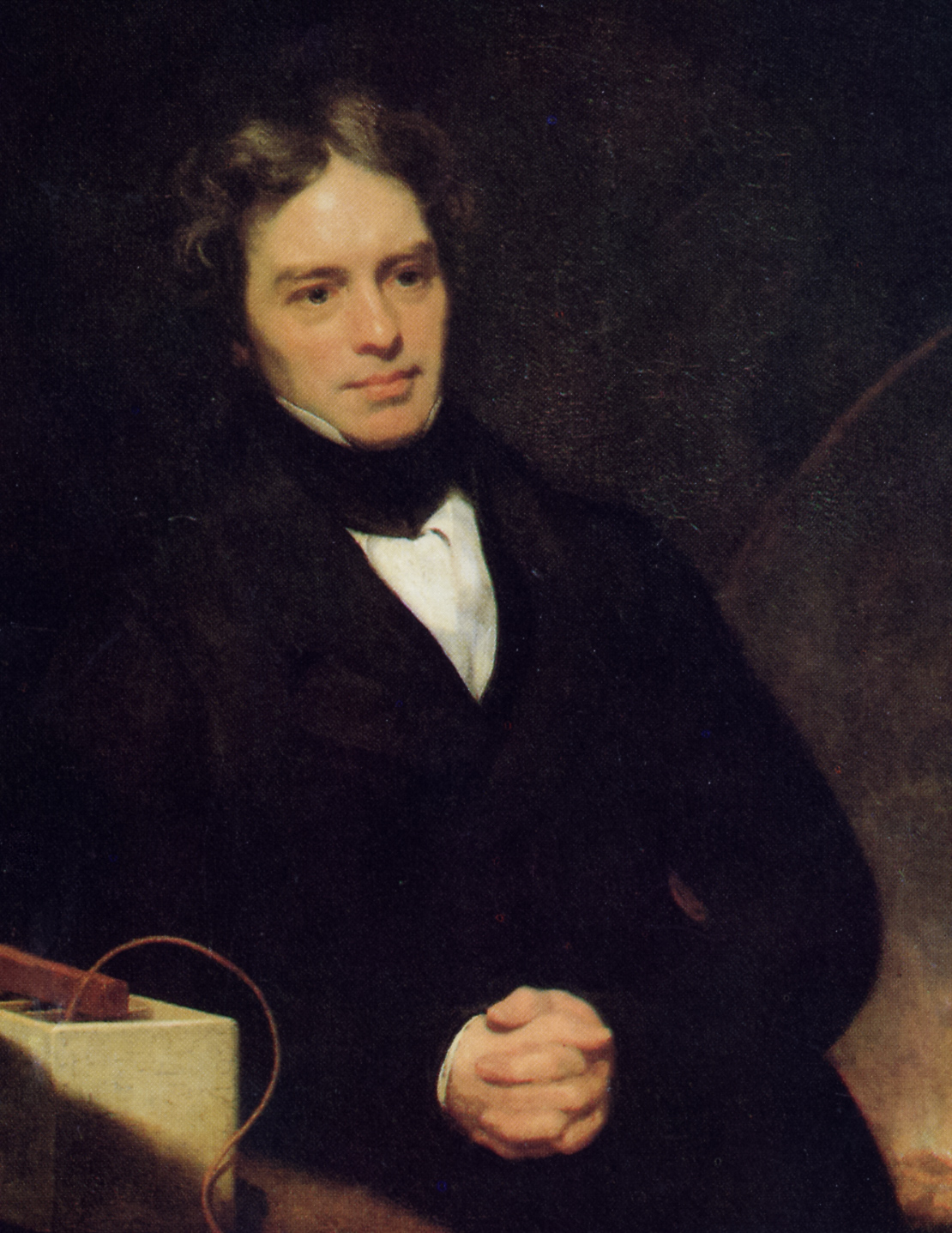
Майкл Фарадей

Премія Майкла Фарадея — премія, яку вручає Лондонське королівське товариство за «успіхи в донесенні науки до британської спільноти». Медаль названо на честь Майкла Фарадея, її зроблено зі срібла і вручають разом з призом у розмірі 2500 фунтів стерлінгів. Приз уперше вручили у 1986 році Чарльзу Тейлору і відтоді його вручали 25 разів.
Премія щорічна і її вручають без перерв з року заснування. Лауреат зобов'язаний прочитати лекцію у рамках щорічної програми публічних подій Товариства, що зазвичай відбувається у січні наступного року; під час лекції президент Товариства вручає медаль.
На відміну від інших премій Товариства, комітет не завжди публічно оголошує аргументи за присвоєння цієї премії. Таке траплялося п'ять разів: у 2004, 2006, 2007, 2008 і 2009 роках.

## Список лауреатів
- 1986 — Чарлз Тейлор[en]
- 1987 — Пітер Медавар
- 1988 — Крістофер Зееман[en]
- 1989 — Колін Блейкмор[en]
- 1990 — Річард Докінз
- 1991 — Джордж Портер
- 1992 — Річард Ґреґорі[en]
- 1993 — Єн Феллс[en]
- 1994 — Вальтер Бодмер[en]
- 1995 — Єн Стюарт[en]
- 1996 — Стів Джонс[en]
- 1997 — Девід Філіпс[en]
- 1998 — Сьюзен Ґрінфілд[en]
- 1999 — Роберт Вінстон[en]
- 2000 — Льюіс Волперт[en]
- 2001 — Гаролд Крото
- 2002 — Пол Девіс
- 2003 — Девід Аттенборо
- 2004 — Мартін Ріс
- 2005 — Френ Болквілл[en]
- 2006 — Річард Форті[en]
- 2007 — Джим Аль-Халілі
- 2008 — Джон Барроу
- 2009 — Маркус дю Сотой[en]
- 2010 — Джоселін Белл Бернелл
- 2011 — Колін Піллінджер[en]
- 2012 — Браян Едвард Кокс
- 2013 — Френк Клоуз[en]
- 2014 — Андреа Селла[en]